# Abutilon mauritianum
Abutilon mauritianum är en malvaväxtart. Abutilon mauritianum ingår i släktet klockmalvor, och familjen malvaväxter.

## Underarter
Arten delas in i följande underarter:
- A. m. mauritianum
- A. m. zanzibaricum
- A. m. brevicalyx
- A. m. cabrae
- A. m. epilosum
- A. m. grandiflorum